# Rio Pūerua
O rio Pūerua, antes de 2018 chamado Rio Puerua, é um rio no sul de Otago, na Nova Zelândia. Afluente do rio Clutha, nasce a leste de Brown Dome e flui para o leste para se juntar a esse rio perto de Port Molyneux .